# سیارک ۲۱۷۴۳
سیارک ۲۱۷۴۳ (به انگلیسی: 21743 Michaelsegal، نامگذاری:1999RB164) بیست و یک هزار و هفتصد و چهل و سومین سیارک کشف شده‌است که در ۹ سپتامبر ۱۹۹۹ کشف شد.
قدر مطلق سیارک برابر ۱۳.۵ است.